# جيم غوردون (موسيقي)
جيم غوردون (بالإنجليزية: Jim Gordon)‏ هو موسيقي وكاتب أغاني أمريكي، ولد في 14 يوليو 1945 في لوس أنجلوس في الولايات المتحدة.

## وصلات خارجية
- جيم غوردون على موقع IMDb (الإنجليزية)
- جيم غوردون على موقع ميوزك برينز (الإنجليزية)
- جيم غوردون على موقع أول ميوزيك (الإنجليزية)
- جيم غوردون على موقع ديسكوغز (الإنجليزية)
- جيم غوردون على موقع قاعدة بيانات الفيلم (الإنجليزية)